# Eerste klasse 1924-25 (voetbal België)
Het seizoen 1924/25 van de Belgische Eerste Klasse begon in de zomer van 1924 en eindigde in de lente van 1925. Het was het 25e officieel seizoen van de hoogste Belgische voetbalklasse. De officiële benaming destijds was Division d'Honneur of Eere Afdeeling. De competitie telde net als de voorbije drie seizoen opnieuw 14 clubs.
Beerschot AC haalde zijn derde landstitel in vier jaar tijd, met ruime voorsprong op stadsgenoot Antwerp FC.

## Gepromoveerde teams
Deze teams waren gepromoveerd uit de Tweede Klasse voor de start van het seizoen:
- SC Anderlechtois (kampioen Eerste Afdeeling A)
- FC Malinois (tweede Eerste Afdeeling A)
- White Star Woluwe AC (kampioen Eerste Afdeeling B)

## Degraderende teams
Deze teams degradeerden naar Tweede Klasse op het eind van het seizoen:
- R. Racing Club de Bruxelles
- FC Malinois
- White Star Woluwe AC

## Clubs
Volgende veertien clubs speelden in 1924/25 in Eerste Klasse. De nummers komen overeen met de plaats in de eindrangschikking:
| # kaart | Stam- nummer | Club                        | Plaats                 | Stadion                                  | # seiz. 1e klasse |
| ------- | ------------ | --------------------------- | ---------------------- | ---------------------------------------- | ----------------- |
| 1       | 13           | Beerschot AC                | Antwerpen              | Olympisch Stadion                        | 19e               |
| 2       | 1            | R. Antwerp FC               | Deurne, Antwerpen      | Bosuilstadion                            | 24e               |
| 3       | 10           | Union Royale Saint-Gilloise | Vorst                  | Dudenpark (nr 7 op kaartje)              | 19e               |
| 4       | 12           | CS Brugeois                 | Brugge                 | Stade CS Brugeois                        | 21e               |
| 5       | 11           | RC de Gand                  | Gent                   | Emanuel Hielstadion                      | 10e               |
| 6       | 2            | Daring Club de Bruxelles SR | Sint-Jans-Molenbeek    | Daringstadion (nr 5 op kaartje)          | 17e               |
| 7       | 28           | Berchem Sport               | Berchem, Antwerpen     | terrein aan de Grote Steenweg            | 3e                |
| 8       | 16           | R. Standard Club Liège      | Luik                   | Sclessin                                 | 9e                |
| 9       | 35           | SC Anderlechtois            | Anderlecht             | Stade Émile Versé (nr 6 op kaartje)      | 3e                |
| 10      | 7            | ARA La Gantoise             | Gent                   | Jules Ottenstadion                       | 7e                |
| 11      | 3            | RFC Brugeois                | Brugge                 | De Klokke                                | 23e               |
| 12      | 6            | R. Racing Club de Bruxelles | Ukkel                  | Stade du Vivier d'Oie (nr 10 op kaartje) | 25e               |
| 13      | 25           | FC Malinois                 | Mechelen               | Achter de Kazerne                        | 2e                |
| 14      | 47           | White Star Woluwe AC        | Sint-Lambrechts-Woluwe | terrein Kellestraat (nr 14 op kaartje)   | 1e                |

## Eindstand
|   |    |                             | P  | W  | G  | V  | +  | -  | DS  | Ptn |
| - | -- | --------------------------- | -- | -- | -- | -- | -- | -- | --- | --- |
| K | 1  | Beerschot AC                | 26 | 18 | 4  | 4  | 55 | 22 | 33  | 40  |
|   | 2  | R. Antwerp FC               | 26 | 13 | 8  | 5  | 39 | 21 | 18  | 34  |
|   | 3  | Union Royale Saint-Gilloise | 26 | 13 | 6  | 7  | 41 | 29 | 12  | 32  |
|   | 4  | CS Brugeois                 | 26 | 9  | 10 | 7  | 25 | 24 | 1   | 28  |
|   | 5  | RC de Gand                  | 26 | 11 | 6  | 9  | 36 | 38 | -2  | 28  |
|   | 6  | Daring Club de Bruxelles SR | 26 | 10 | 7  | 9  | 31 | 23 | 8   | 27  |
|   | 7  | Berchem Sport               | 26 | 11 | 5  | 10 | 46 | 35 | 11  | 27  |
|   | 8  | R. Standard Club Liège      | 26 | 9  | 8  | 9  | 36 | 39 | -3  | 26  |
|   | 9  | SC Anderlechtois            | 26 | 11 | 3  | 12 | 37 | 29 | 8   | 25  |
|   | 10 | ARA La Gantoise             | 26 | 7  | 9  | 10 | 24 | 38 | -14 | 23  |
|   | 11 | RFC Brugeois                | 26 | 9  | 3  | 14 | 33 | 44 | -11 | 21  |
| D | 12 | R. Racing Club de Bruxelles | 26 | 7  | 6  | 13 | 25 | 37 | -12 | 20  |
| D | 13 | FC Malinois                 | 26 | 4  | 11 | 11 | 34 | 47 | -13 | 19  |
| D | 14 | White Star Woluwe AC        | 26 | 5  | 4  | 17 | 17 | 53 | -36 | 14  |

P: wedstrijden gespeeld, W: wedstrijden gewonnen, G: gelijke spelen, V: wedstrijden verloren, +: gescoorde doelpunten, -: doelpunten tegen, DS: doelsaldo, Ptn: totaal punten
K: kampioen, D: degradatie

## Topscorers
| Scorer             | Goals | Team                        | Land   |
| ------------------ | ----- | --------------------------- | ------ |
| Joseph Taeymans    | 20    | Berchem Sport               | België |
| Ferdinand Adams    | 16    | SC Anderlechtois            | België |
| Henri Larnoe       | 13    | Beerschot AC                | België |
| Georges De Spae    | 13    | ARA La Gantoise             | België |
| Gerard Delbeke     | 13    | RFC Brugeois                | België |
| Achille Meyskens   | 12    | Union Royale Saint-Gilloise | België |
| Pierre Van de Ven  | 12    | FC Malinois                 | België |
| Honoré Vlamynck    | 12    | Daring Club de Bruxelles SR | België |
| Alexandre Godfroid | 11    | Union Royale Saint-Gilloise | België |
| Raymond Braine     | 11    | Beerschot AC                | België |

1895/96 · 1896/97 · 1897/98 · 1898/99 · 1899/00 · 1900/01 · 1901/02 · 1902/03 · 1903/04 · 1904/05 · 1905/06 · 1906/07 · 1907/08 · 1908/09 · 1909/10 · 1910/11 · 1911/12 · 1912/13 · 1913/14 · 1914/15 · 1915/16 · 1916/17 · 1917/18 · 1918/19 · 
1919/20 · 1920/21 · 1921/22 · 1922/23 · 1923/24 · 1924/25 · 1925/26 · 1926/27 · 1927/28 · 1928/29 · 1929/30 · 1930/31 · 1931/32 · 1932/33 · 1933/34 · 1934/35 · 1935/36 · 1936/37 · 1937/38 · 1938/39 · 1939/40 · 1940/41 · 1941/42 · 1942/43 · 1943/44 · 1944/45 · 1945/46 · 1946/47 · 1947/48 · 1948/49 · 1949/50 · 1950/51 · 1951/52 · 1952/53 · 1953/54 · 1954/55 · 1955/56 · 1956/57 · 1957/58 · 1958/59 · 1959/60 · 1960/61 · 1961/62 · 1962/63 · 1963/64 · 1964/65 · 1965/66 · 1966/67 · 1967/68 · 1968/69 · 1969/70 · 1970/71 · 1971/72 · 1972/73 · 1973/74 · 1974/75 · 1975/76 · 1976/77 · 1977/78 · 1978/79 · 1979/80 · 1980/81 · 1981/82 · 1982/83 · 1983/84 · 1984/85 · 1985/86 · 1986/87 · 1987/88 · 1988/89 · 1989/90 · 1990/91 · 1991/92 · 1992/93 · 1993/94 · 1994/95 · 1995/96 · 1996/97 · 1997/98 · 1998/99 · 1999/00 · 2000/01 · 2001/02 · 2002/03 · 2003/04 · 2004/05 · 2005/06 · 2006/07 · 2007/08 · 2008/09 · 2009/10 · 2010/11 · 2011/12 · 2012/13 · 2013/14 · 2014/15 · 2015/16 · 2016/17 · 2017/18 · 2018/19 · 2019/20 · 2020/21· 2021/22 · 2022/23 · 2023/24 · 2024/25